# Sabine Volz

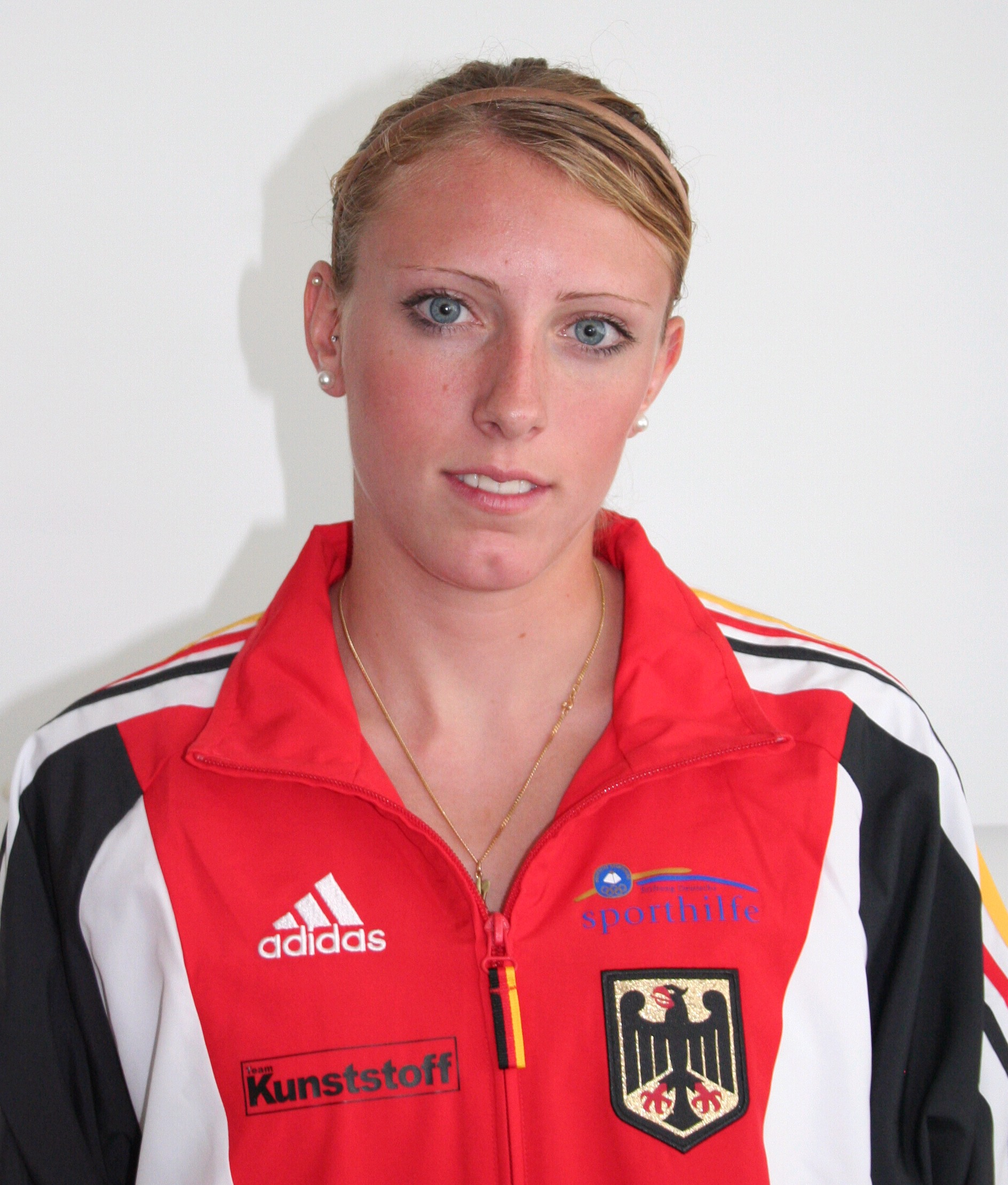
Sabine Volz (2010)

Sabine Volz (* 21. Juli 1990 in Rüsselsheim) ist eine deutsche Kanutin.
Die Kanurennsportlerin des Wassersportverein Mannheim-Sandhofen wurde 2008 im Vierer-Kajak (K4) über 500 m Junioren-Europameisterin. Im Jahre 2009 wurde die Kanutin für die deutsche U23–Nationalmannschaft nominiert. Ebenfalls 2009 wurde sie zusammen mit ihren Mannschaftskameradinnen Carolin Leonhardt, Nicole Reinhardt und Silke Hörmann Deutsche Meisterin im K4 über 200 m. 2010 und 2011 wurde die Sportsoldatin Vize-U23-Europameisterin im K4 über 500 m.
Sabine Volz lebt und trainiert in Karlsruhe. Ihr Heimtrainer ist Gerd Riffel. 
Beim Bau des Tunnels unter der Karlsruher Karl-Friedrich-Straße für die Kombilösung ist Sabine Volz die Tunnelpatin.
2019 nahm sie an der RTL-Sendung "Ninja Warrior Germany" teil und zog sich eine Brustbeinstauchung zu.